# Mine de Lagunas Norte
 (mars 2025).
La mine de Lagunas Norte est une mine à ciel ouvert d'or située au Pérou. Elle appartient à Barrick Gold.